# Der Kreis (Kulturzeitschrift)
Der Kreis war eine von November 1924 bis 1933 monatlich erschienene deutsche avantgardistische Kulturzeitschrift.

## Geschichte
Die Zeitschrift wurde von Ludwig Benninghoff (1890–1966) und Wilhelm Postulart herausgegeben. Nach der Machtergreifung der Nationalsozialisten wurde die Zeitschrift mit der Mainummer des Jahres 1933 verboten.

## Inhalt
Der Kreis führte den Untertitel „Zeitschrift für künstlerische Kultur“. Trotz ihres bis 1926 geführten zweiten Untertitels „Organ der Hamburger Bühne“ war sie immer ein lebhaftes Forum der zeitgenössischen Kunst, Musik (auch Jazz), Literatur und Architektur. Zu den wesentlichen Inhalten des Kreis gehörten Schriftstellerportraits, kulturphilosophische Essays, Rezensionen und Abbildungen von Kunstwerken verschiedener Epochen.

## Autoren
Zu den namhaften Beiträgern gehörten Le Corbusier, Hans Heinz Stuckenschmidt, Hans Henny Jahnn, Friedrich Ahlers-Hestermann, Peter Hille, Ludwig Klages, Max Beckmann, Hans Leip, Joachim Maass, Max Sauerlandt und Rudolf Alexander Schröder. Das letzte Heft, die fünfte Ausgabe des 10. Jahrgangs (1933), enthielt Artikel des Schriftstellers Reinhold Schneider und des den Nationalsozialisten nahestehenden Hanns Johst sowie von Friedrich Sieburg. Trotzdem wurde die Zeitschrift verboten.

## Rezeption
Die 1956 von dem buddhistischen Künstler und Schriftsteller Anagarika Govinda inspirierte und von Hans-Ulrich Rieker und Wilhelm A. Rink gegründete Zeitschrift Der Kreis knüpfte mit ihrem Titel auch bewusst an die von Benninghoff und Postulat bis 1933 herausgegebene Zeitschrift an.